# Énergie complémentaire de déformation
L'énergie complémentaire de déformation, parfois désignée par énergie complémentaire, est la différence entre l'énergie de déformation du solide étudié, exprimée avec les quantités relatives aux efforts, et le travail de ces quantités aux interfaces avec le milieu extérieur où le déplacement est imposé.
Dans un cadre plus général, dans une modélisation mécanique, on introduit souvent des grandeurs duales, telles que les couples déplacements/efforts ou déformations/contraintes, liées par une relation de comportement.
De cette donnée d'un couple et d'une relation, on peut déduire deux potentiels, l'un exprimé en fonction des grandeurs primales, l'autre en fonction des grandeurs duales.
Classiquement le potentiel exprimé en fonction des grandeurs primales est appelé énergie potentielle, l'autre énergie complémentaire.
Elle intervient dans les théorèmes énergétiques en mécanique des milieux continus.

## Exemples

### Cas d'un ressort
Ici les grandeurs sont l'allongement {\displaystyle x} et l'effort {\displaystyle F}. La relation est {\displaystyle F=kx} dont on peut déduire les potentiels suivants :
- {\displaystyle E_{p}={\frac {1}{2}}kx^{2}} (énergie potentielle de déformation)
- {\displaystyle E_{c}={\frac {1}{2k}}F^{2}} (énergie complémentaire)

### Cas de l'élasticité linéaire 3D
Les grandeurs considérées sont la contrainte {\displaystyle {\underline {\underline {\sigma }}}} et la déplacement {\displaystyle {\underline {u}}}. La relation de comportement est :
{\displaystyle {\underline {\underline {\sigma }}}={\underline {\underline {\underline {\underline {K}}}}}\ {\underline {\underline {\varepsilon }}}({\underline {u}})} où {\displaystyle {\underline {\underline {\varepsilon }}}({\underline {u}})={\frac {1}{2}}\left({\underline {\underline {grad}}}({\underline {u}})+{\underline {\underline {grad}}}^{T}({\underline {u}})\right)}
Les potentiels sont :
- {\displaystyle E_{p}={\frac {1}{2}}Tr\left({\underline {\underline {\varepsilon }}}({\underline {u}}){\underline {\underline {\underline {\underline {K}}}}}\ {\underline {\underline {\varepsilon }}}({\underline {u}})\right)}
- {\displaystyle E_{c}={\frac {1}{2}}Tr\left({\underline {\underline {\sigma }}}\ {\underline {\underline {\underline {\underline {K}}}}}^{-1}\ {\underline {\underline {\sigma }}}\right)}